# Тэйкан-дзукури

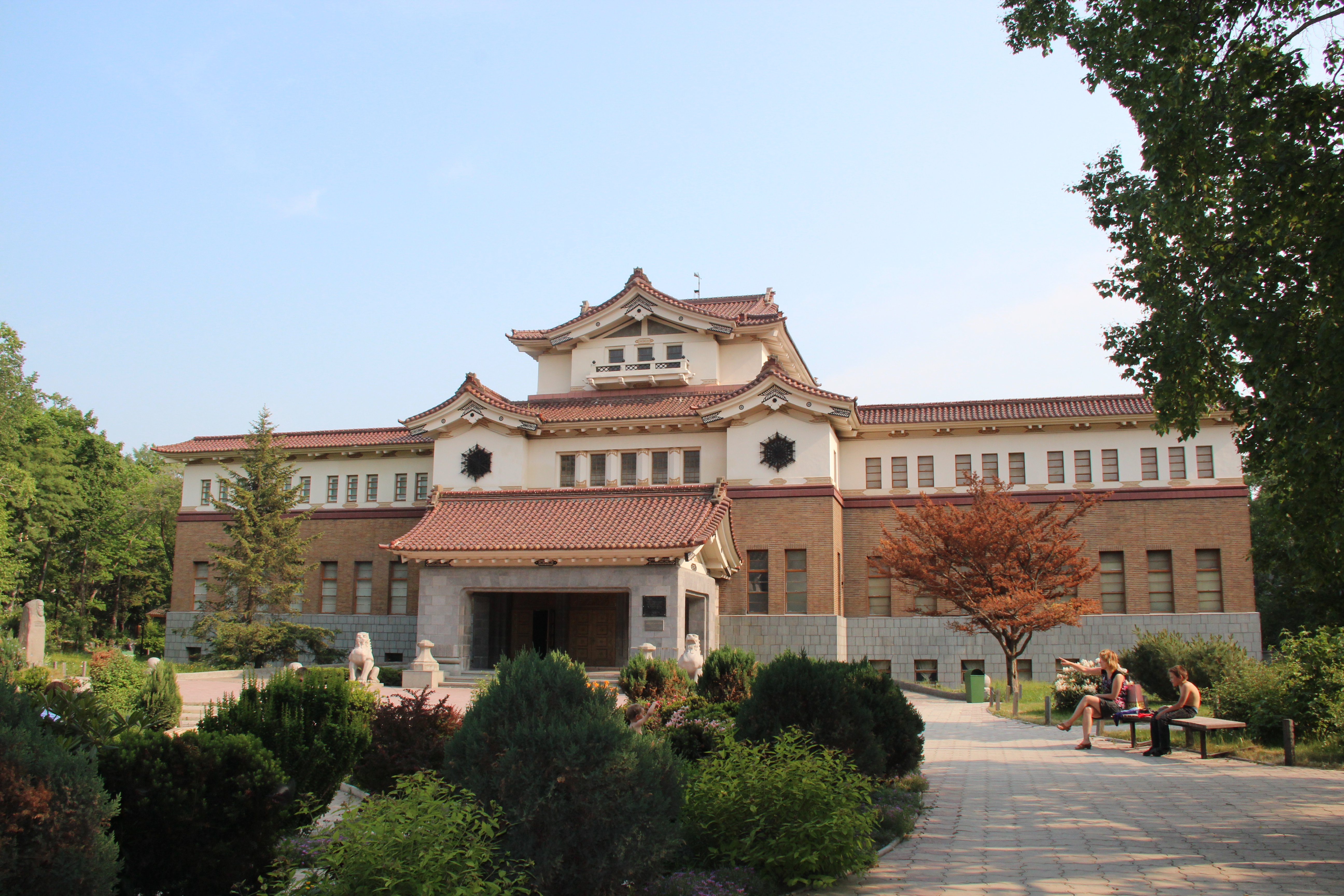
Сахалинский государственный областной краеведческий музей (1937 года постройки) является единственным аутентичным зданием подобного стиля в современной России

Тэйкан (яп. 帝冠, в букв. переводе «Императорская корона»; латиница: teikan yoshiki) — один из традиционных стилей японской архитектуры. Стиль в целом подчёркивает военную мощь японского государства, но при этом он также уделяет внимание и изяществу японской культуры, которая проявляется в деталях. В конце XIX — начале XX вв. этот средневековый по своему происхождению стиль пережил своеобразное неоклассическое возрождение. 
Интерес к возрождению средневекового стиля начал проявляться в Период Мэйдзи, и достиг апогея в 1930-х годах. Стремясь подчеркнуть крепнущую Японскую империю, милитаристское правительство Японии строит новые общественные здания в японском традиционном стиле и ограничивает использование более утилитарных, неомодернистких стилей, являющихся по своей сути европейскими или североамериканскими, сферой объектов инфраструктуры вроде заводов и ГЭС. В связи с утратой Японией после Второй мировой войны ряда подконтрольных территорий некоторые из самых характерных зданий этого стиля оказались на территории сопредельных государств (ныне это Российская Федерация, Тайвань и др.)

## Характерные черты

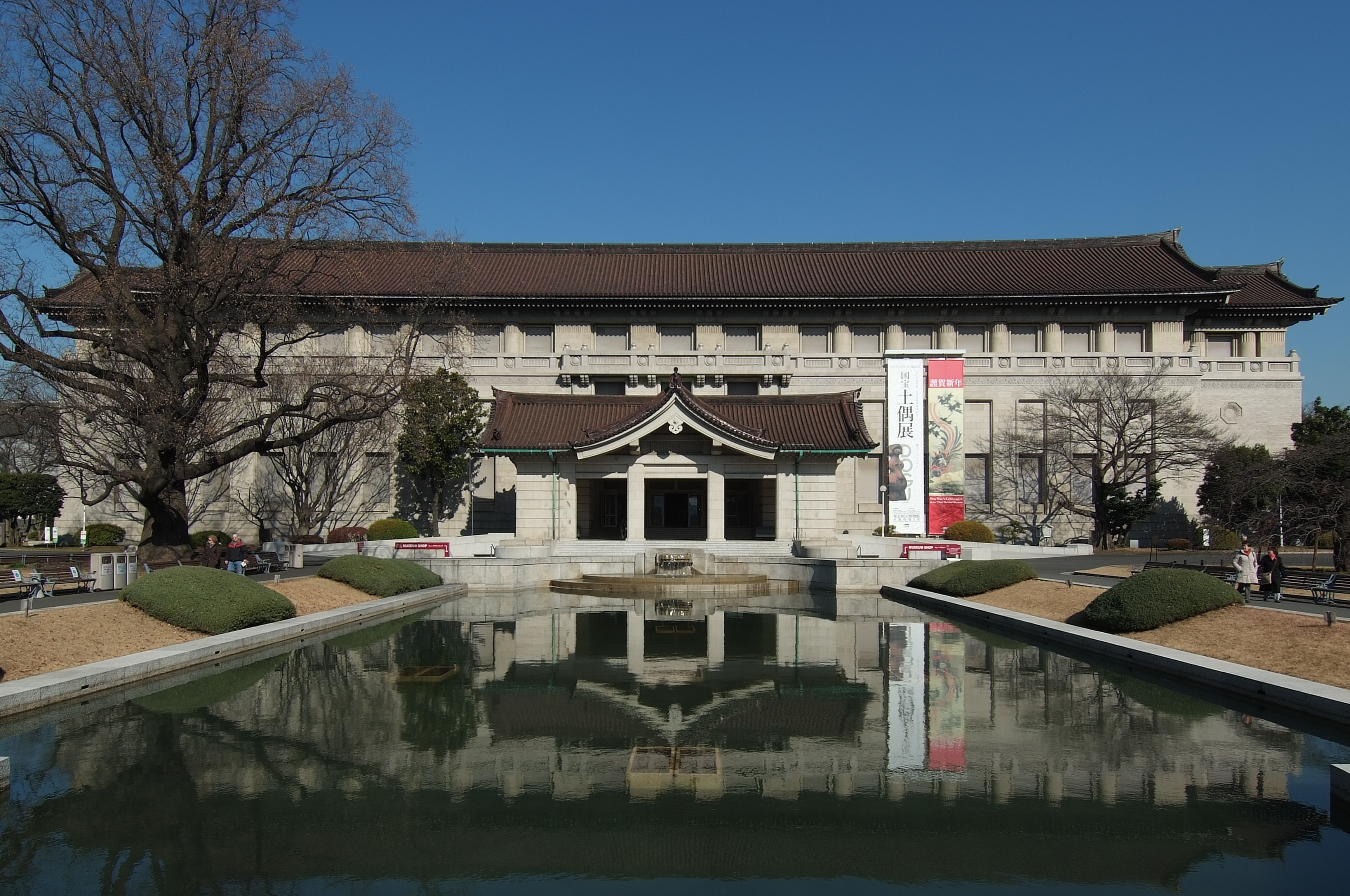
Токийский национальный музей. Главный корпус.

К наиболее характерным чертам стиля относятся: черепичная крыша в виде японского замка, фонари-окна в потолке, вход-портик, японские украшения-кадзари (хризантемы) на крышах и скатах. Конструкции таких зданий как правило литые, а для облицовки используется красный кирпич. Здания выполняются в лучших традициях японского военного зодчества, которое таким образом стремиться подчеркнуть величественные черты средневекового японского дворца с возвышающейся центральной башней, от которой расходятся галереи. Вход охраняют две мифологические собаки, похожие на грозных львов. Несмотря на это, в отделке фасада улавливаются грациозные изгибы черепичной крыши и игра облицовочных материалов разного рода и цвета.

## Памятники

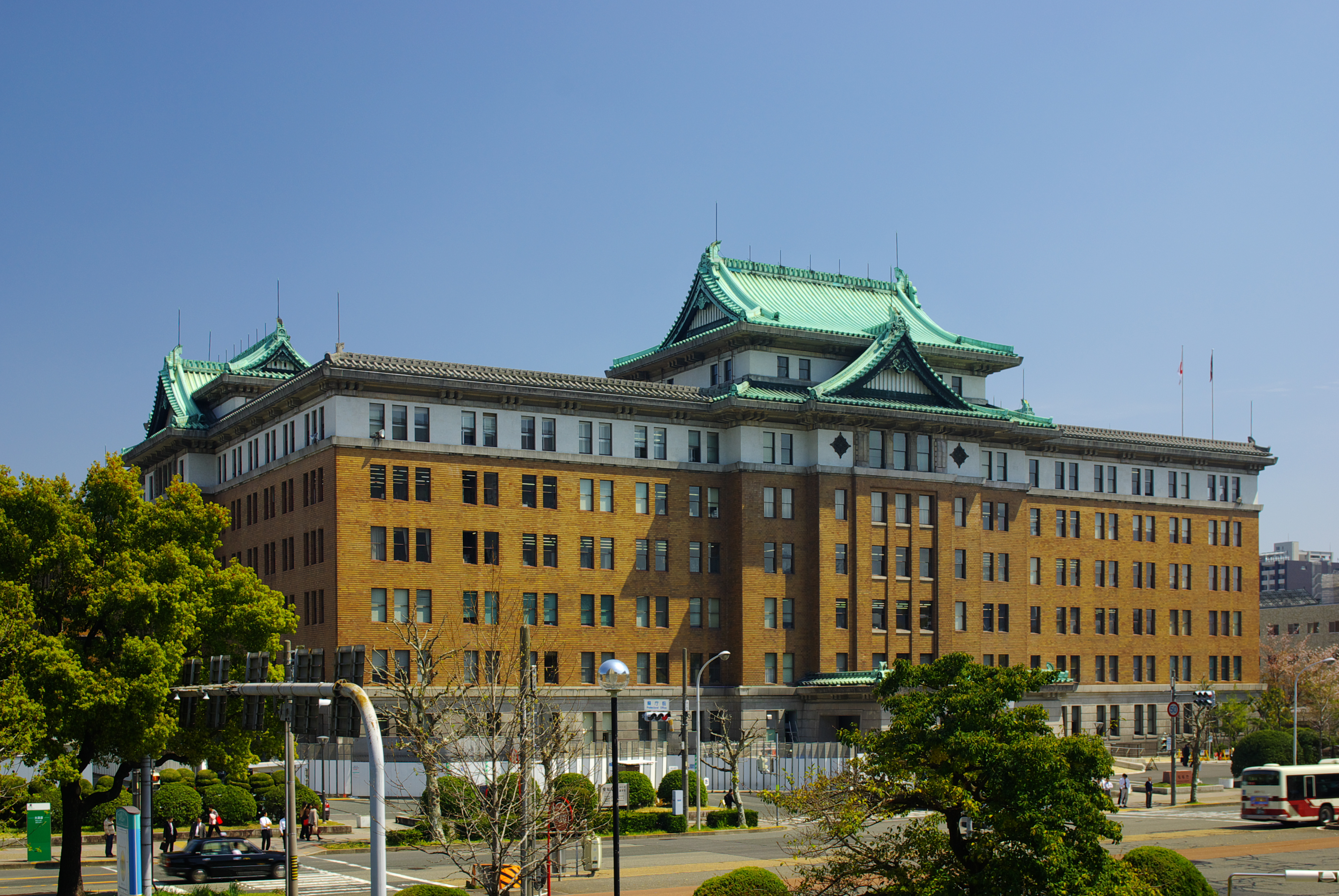
Здание Правительства префектуры Айти (1938)

К самым знаменитым зданиям в стиле неоклассического «тэйкан-дзукури» относятся здания, в которых располагаются Сахалинский государственный областной краеведческий музей (1937 года постройки; единственное в России здание подобного архитектурного типа, оставшееся как напоминание о периоде Карафуто 1905—1945) и Токийский национальный музей (1937). В 1938—1939 гг. японское правительство Тайваня возвело здание Гаосинского горсовета в этом же стиле. Ныне, уже на территории независимого Тайваня, в нём располагается Гаосинский государственный музей истории.
В свою очередь такие постройки как Нагойская ратуша (1933) и здание префектуры Айти (1938) года сочетают в себе элементы тэйкана и других континентальных стилей, напоминающих внешне сталинский ампир. В итоге, исконно японской остаются лишь форма и декоративные элементы крыши. Учитывая систему госзаказа и жёсткую командно-административную систему Японской империи 1930-х годов, строительство подобных, и весьма массивных, зданий часто происходило в рекордно короткие сроки (2—3 года). При этом для финансирования строительства активно использовались также и пожертвования публики.